# Música del corazón
Música del corazón (en inglés original, Music of The Heart) es una película dramática de 1999, dirigida por Wes Craven y escrita por Pamela Gray. Fue producida por Craven-Maddalena Films y Miramax Films, y distribuida por Buena Vista Distribution. La cinta es una dramatización de la historia real de Roberta Guaspari (interpretada por Meryl Streep), quien cofundó la Opus 118 Harlem School of Music. El filme también fue protagonizado por Aidan Quinn, Gloria Estefan y Angela Bassett.
Fue la única incursión del director Wes Craven fuera de los géneros del terror y el suspenso, aparte de su contribución en la polifacética Paris, je t'aime, que fue dirigida por diversos realizadores. También fue la única de sus películas que recibió nominaciones al Premio Óscar.
El filme marcó el debut como actriz de la cantante Gloria Estefan.

## Argumento
La película comienza con la violinista Roberta Guaspari siendo abandonada por su marido, un marino de la Armada de los Estados Unidos. Ella se encuentra destrozada, con ideas suicidas. Alentada por su madre, intenta reconstruir su vida y un amigo de sus días de estudiante le recomienda a la directora de una escuela en el área de Harlem del Este, en Nueva York. A pesar de su nivel en educación musical, ella tiene poca experiencia en la enseñanza de la música actual pero es contratada como reemplazante de un maestro de violín. Con una combinación de tenacidad y determinación, inspira a un grupo de niños, y también a sus padres, inicialmente escépticos. El programa se desarrolla lentamente y atrae publicidad.
Diez años después, el programa todavía avanza exitosamente en tres escuelas pero, de repente, el presupuesto escolar es recortado y Roberta se queda sin trabajo. Determinada a combatir el recorte, reúne la cooperación de antiguos alumnos, padres y maestros, y planifica Fiddlefest, un gran concierto para conseguir fondos que ayuden al programa a continuar. Pero con pocas semanas para el evento y todos los participantes ensayando rápidamente, ellos pierden el lugar. Afortunadamente, el marido de una amiga publicista es un violinista en el Cuarteto Guarneri, y él reúne la ayuda de otros músicos bien conocidos, incluidos Isaac Stern y Itzhak Perlman. Ellos se organizan para que el concierto sea montado en el Carnegie Hall.
Otros músicos famosos, incluidos Mark O'Connor, Michael Tree, Charles Veal Jr., Arnold Steinhardt, Karen Briggs, Sandra Park, Diane Monroe y Joshua Bell, se unen a la función, la cual es un éxito rotundo.
Los créditos finales del film declaran que el programa Opus 118 aún está avanzando exitosamente. También, informan que los fondos escolares fueron restablecidos durante la realización de la película.

## Reparto
- Meryl Streep como Roberta Guaspari;
- Aidan Quinn como Brian Turner, interés amoroso de Roberta;
- Angela Bassett como Janet Williams, directora de la escuela;
- Gloria Estefan como Isabel Vasquez, una maestra;
- Jane Leeves como Dorothea von Haeften, una mujer de alta sociedad;
- Kieran Culkin como Alexi Tzavaras, hijo de Roberta;
- Jay O. Sanders como Dan Paxton;
- Cloris Leachman como Assunta Vitali Guaspari, madre de Roberta;
- Jean-Luke Figueroa como Ramone Olivas, un estudiante;
- Olga Merediz como la señorita Olivas, madre de Ramone;
- Charlie Hofheimer como Nicholas Tzavaras, hijo de Roberta.

## Producción
Roberta Guaspari y la Opus 118 Harlem School of Music fueron mostrados en la película documental de 1995 Small Wonders, la cual más tarde fue nominada para el Premio Óscar en la categoría de mejor largometraje documental. Después de ver la cinta, Wes Craven, conocido por su trabajo en películas de horror, se inspiró para hacer un film de larga duración sobre Guaspari. Madonna interpretaría originalmente el rol de Guaspari pero dejó el proyecto antes de filmar, citando "diferencias creativas" con Craven. Cuando se fue, ella ya había estudiado varios meses para tocar el violín. Para el filme, Streep aprendió a tocar el Concierto para dos violines de Bach.

## Premios y nominaciones
Streep recibió, por su actuación, nominaciones para el Óscar, el Globo de Oro y el Premio del Sindicato de Actores.
La canción de la película, Music of My Heart, escrita por la compositora Diane Warren obtuvo una nominación al premio de la Academia en la categoría de mejor canción original, y una nominación al Grammy a la mejor canción escrita para una película, televisión u otro medio visual.

## Recepción de la crítica
El filme recibió recepciones mixtas, aunque muchas opiniones tendían a ser ligeramente positivas. La mayoría de los críticos aplaudió la interpretación de Roberta Guaspari hecha por Meryl Streep. La película tuvo un índice de aprobación del 63% en Rotten Tomatoes.